# Hans Jakob Christoffel von Grimmelshausen

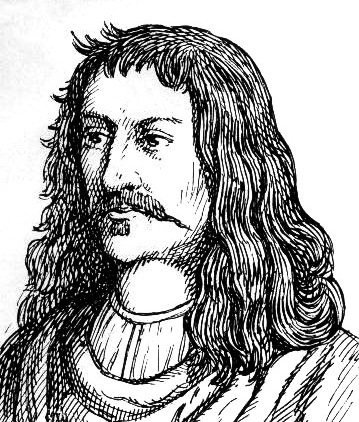
H.J.C von Grimmelshausen. Date et auteur inconnus.

Hans Jakob Christoffel von Grimmelshausen (22 juin 1622 (ou peut-être en mars 1621)- 17 août 1676), écrivain allemand, est né à Gelnhausen dans le Palatinat du Rhin (entre le landgraviat de Hesse-Cassel et la principauté d'Isembourg) et mort à Renchen dans le margraviat de Bade, à une vingtaine de kilomètres de Strasbourg.
Son œuvre immense offre un aperçu extrêmement vivant des bouleversements de son époque plongée dans les turbulences de la  Guerre de Trente Ans (1618-1648). Son ouvrage le plus célèbre s'intitule Les Aventures de Simplicius Simplicissimus.

## Biographie

### Enfance
Il naît dans une famille bourgeoise de Gelnhausen (une ville libre d'Empire, située en actuelle Hesse). La famille Christoffel von Grimmelshausen est une vieille famille noble mais pauvre, originaire du village thuringien de Grimmelshausen sur la Werra et installée à Gelnhausen au XVIe siècle.
Le grand-père paternel de Hans Jakob est boulanger et aubergiste et renonça à sa noblesse et à son nom von Grimmelshausen en 1592, car sa profession était dérogeante, autrement dit incompatible avec l'état de noble, ce qui entraîna la perte de son statut et de ses privilèges nobiliaires.

### La Guerre de Trente Ans
Hans Jakob Christoffel fréquente l'école pendant environ six ans, dans sa ville, longtemps occupée par les troupes espagnoles catholiques, au cours de la Guerre de Trente Ans. En 1634, les forces protestantes envahissent la région. Les affrontements qui s'ensuivent sont violents, et des milliers de personnes s'enfuient, parmi lesquelles von Grimmelshausen.
Cependant, il est fait prisonnier par les forces impériales en 1635, et se voit enrôlé de force dans ces mêmes troupes. C'est ainsi qu'il fut le témoin direct des horreurs de la guerre. Mais sa connaissance du latin, acquise durant sa scolarité, lui permet de sortir bientôt du rang et de devenir, en 1645, secrétaire personnel de Hans Reinhard von Schauenburg, un commandant de régiment impérial.

### Après la guerre
Après la paix, Grimmelshausen se convertit du luthéranisme au catholicisme (bien que certains récits datent cet événement de la fin des années 1630) et s'installe à Offenburg sur le Rhin, en face de Strasbourg. Le 30 août 1649, il épouse selon le rite catholique Catherine Henninger, âgée de vingt-et-un ans, et fille d'un officier. Il fait alors précéder son nom de la particule « von », et il devient administrateur des propriétés familiales de son premier commandant, Hans Reinhard von Schauenburg,.
De 1662 à 1665, il gère la propriété d'un médecin strasbourgeois tout en tenant une petite auberge, L'étoile d'argent, dans le village de Gaisbach. En 1667, l'archevêque de Strasbourg, Franz Egon de Fürstenberg, le nomme magistrat (maire) de la ville voisine de Renchen, dans le pays de Bade,. Outre sa fonction de maire, il rendait aussi la justice, étant Schultheiß (écoutète), et il occupera ces postes jusqu'à sa mort en août 1676,.

## L'écrivain
Cette fonction administrative permit à Grimmelshausen de libérer du temps pour ses intérêts littéraires. Il allait alors s'imposer comme un des plus grands poètes baroques allemands de son temps.

### Le cycle de Simplicissimus

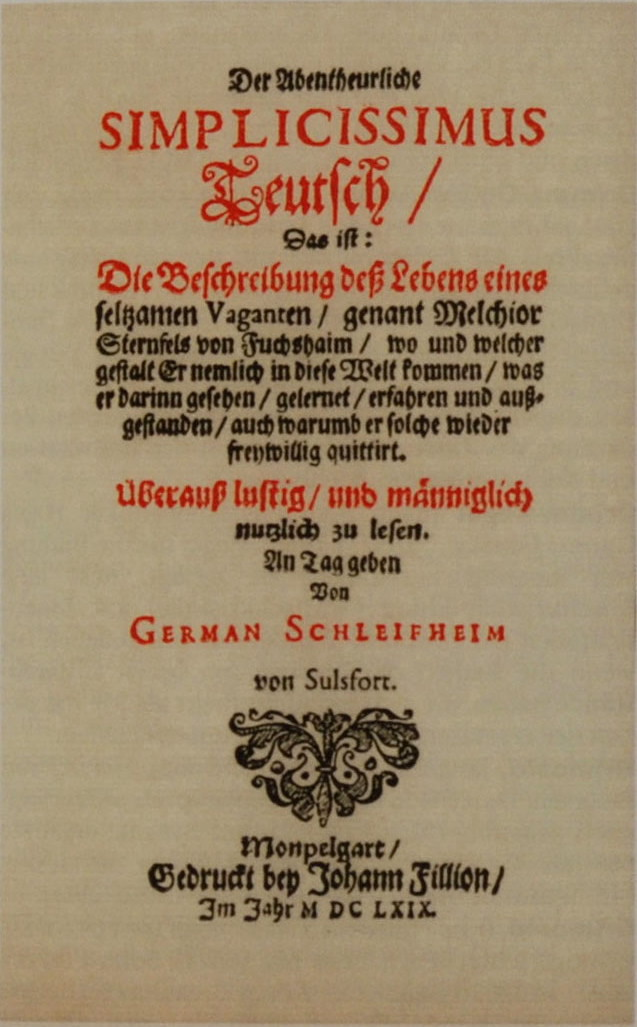
Page de titre de l'édition 1669 des Aventures de Simplicissimus.

L'année suivante, en 1668, von Grimmelshausen publie à Nuremberg, sous le pseudonyme de German Schleifheim, Der Abenteuerliche Simplicissimus Teutsch, Das ist die Beschreibung des Lebens eines seltsamen Vaganten, genannt Melchior Sterfels von Fuchsheim, connu en français sous le titre Les Aventures de Simplicius Simplicissimus, et considéré comme un des grands romans du dix-septième siècle. Cette première édition de 1668 n'a pas été conservée, et l'ouvrage nous est connu par son édition de 1669.
De 1669 à 1675, Grimmelshausen développe ce roman en travaillant à ce qui a été appelé le « Cycle simplicien », une série d'ouvrages qu'il considérait comme une seule œuvre intégrale. Le texte de 1668 est divisé en cinq Livres. L'auteur y ajoutera en 1669 une Continuatio (« Continuation »), qu'il considère comme le sixième Livre, et qui en fait est aussi la conclusion de l'ouvrage. Mais viendront encore, entre 1670 et 1675, quatre autres livres qui terminent le cycle tout en introduisant de nouveaux personnages et de nouveaux récits et thèmes liés à la guerre. Le plus connu de ces livres est celui paru en 1670 sous le titre Trutz Simplex oder Lebensbeschreibung der Ertzbetrügerin und Landstörtzerin Courasche (« Trutz Simplex ou la description de la vie de l'escroc et vagabonde Courage »), texte dont Bertolt Brecht tirera, en 1941, la pièce Mère Courage et ses enfants). Les trois autres sont Der seltzame Springinsfeld (1670) et Das wunderbarliche Vogelnest (1672) — ce dernier ayant été publié en deux volumes.

### Analyse
Assez largement autobiographique, avec ses descriptions de la pauvreté et du malheur que connaissent les réfugiés, des atrocités auxquelles ils sont confrontés (toutes choses que Grimmenshausen a connues), Simplicius Simplicissimus narre les tribulations absurdes et drolatiques du héros éponyme à travers les péripéties de la Guerre de Trente Ans (1618-1648). Le récit est entrecoupé de discours moraux sur les maux, hypocrisies et contradictions de l'époque baroque et ses conflits religieux.

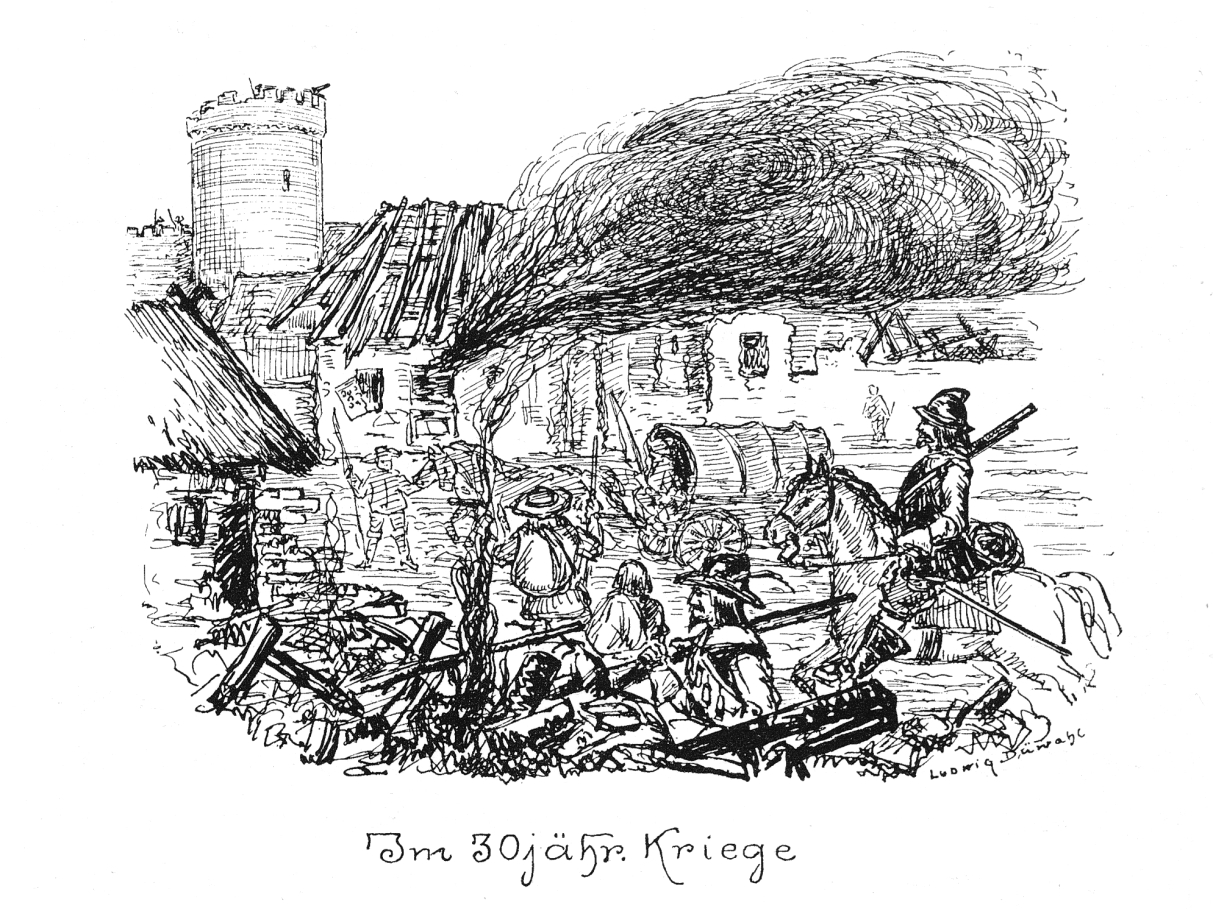
Sodats durant la Guerre de Trente Ans, au château de Plau am See. Dessin de Ludwig Düwahl (1879-1940), vers 1920.

Le roman initial du cycle connut un vif succès et fut rapidement traduit ou adapté dans différentes langues européennes. Il s'agit d'une œuvre qui s'oppose à la guerre, et qui est une réflexion sur les conséquences de la Guerre de Trente Ans, et qui constitue un texte majeur de la littérature baroque. Dans sa première partie, le roman décrit la brutalité des mercenaires et leurs exaction envers la paysannerie. Mais ces horreurs sont décrites et commentées à travers le regard d'un jeune enfant qui ne comprend pas vraiment ce qu'il voit, et cependant décrit en termes effrayants les meurtres, les viols et les tortures des soldats. Ainsi, explique Albrecht Classen, « l'univers de la guerre de Trente Ans "prend vie" dans ce roman terrifiant, et il n'y a aucun doute quant aux efforts de l'auteur pour condamner la déshumanisation et la bestialité si souvent rencontrées. »
Confronté à ce cortège d'horreurs, il n'est donc pas étonnant que le narrateur termine son livre sur un adieu au monde, parce qu'on ne peut pas lui faire confiance et qu'il a tendance à tromper tous les hommes, qui d'ailleurs ne vivent que peu de temps avant de devoir ensuite affronter la mort.

### Autres œuvres
Grimmelshausen ne s'est cependant pas limité à ce cycle. Son premier ouvrage, paru en 1667, est intitulé Satyrischer Pilgram Joseph (« Joseph le pèlerin satyrique »), et il sera suivi de plusieurs autres titres.